# Spiral Castle
Spiral Castle è l'undicesimo album del gruppo heavy metal statunitense Manilla Road, pubblicato nel 2002.

## Tracce
1. Gateway to the Sphere – 2:30
2. Spiral Castle – 8:26
3. Shadow – 4:24
4. Seven Trumpets – 5:19
5. Merchants of Death – 10:53
6. Born upon the Soul – 7:17
7. Sands of Time – 7:40

## Formazione
- Mark Shelton - voce, chitarra
- Mark Anderson - basso, chitarra
- Scott Peters - batteria
- Bryan Patrick - voce, batteria